# Кигирон
Кигирон (фр. Cuguron) насеље је и општина у јужној Француској у региону Миди Пирене, у департману Горња Гарона која припада префектури Сен Годан.
По подацима из 2011. године у општини је живело 198 становника, а густина насељености је износила 28,01 становника/km². Општина се простире на површини од 7,07 km². Налази се на средњој надморској висини од 540 метара (максималној 568 m, а минималној 454 m).

## Демографија
| 1962. | 1968. | 1975. | 1982. | 1990. | 1999. | 2011. |
| ----- | ----- | ----- | ----- | ----- | ----- | ----- |
| 188   | 203   | 197   | 181   | 179   | 176   | 198   |

График промене броја становника у току последњих година